# Nematus wahlbergi
Nematus wahlbergi är en stekelart som beskrevs av Thomson 1871. Nematus wahlbergi ingår i släktet Nematus, och familjen bladsteklar. Arten är reproducerande i Sverige.